# Nino Ronco
Emilio Mario Nino Ronco noto come Nino Ronco (Genova, 27 novembre 1863 – Genova, 12 maggio 1949) è stato un ingegnere e politico italiano, sindaco di Sampierdarena dal 1901 al 1907, senatore dal 1914, membro della consulta nazionale nel 1945, confermato come senatore di diritto nella prima legislatura repubblicana ai sensi della terza disposizione transitoria della Costituzione.

## Biografia
Nato a Genova il 27 novembre 1863, figlio di Gaetano Ronco, patriota garibaldino, crebbe in una famiglia con un forte senso patriottico; laureatosi in ingegneria presso l'università di Torino, fu professore di idraulica e macchine idrauliche all'Istituto superiore di ingegneria di Genova.
Nel 1901 fu eletto sindaco di San Pier d’Arena, dove diede impulso ad un vasto programma di opere pubbliche, soprattutto nel settore dell'istruzione e dell'edilizia popolare. Durante il suo mandato vennero anche avviati i lavori per la costruzione dell'ospedale Villa Scassi.

Nel 1909, alla morte del generale Stefano Canzio, fu nominato presidente del Consorzio Autonomo del Porto, compito in cui proseguì l'opera del suo predecessore, con iniziative volte ad ampliare i traffici, migliorare le infrastrutture, e non ultimo, regolamentare le attività lavorative in ambito portuale, compito reso oltremodo difficile dai molteplici e contrastanti interessi in gioco, quando non da consolidati privilegi ed abusi. Nel periodo della sua presidenza si registrarono forti incrementi del traffico portuale grazie ai quali il porto di Genova conseguì il primato nel Mediterraneo. Fu anche promotore dei lavori di restauro dello storico Palazzo San Giorgio, dal 1903 sede del Consorzio del Porto. In particolare su sua iniziativa fu assegnato a Ludovico Pogliaghi l'incarico di recuperare l'affresco sul fronte a mare dell'edificio, opera seicentesca di Lazzaro Tavarone, ormai sbiadita e in gran parte scomparsa, che venne rifatta dall'artista lombardo tra il 1912 e il 1914.
Nel 1914 fu nominato senatore, proseguendo contemporaneamente nell'impegno di presidente del Consorzio del porto fino al 1922, quando fu costretto alle dimissioni da esponenti del nuovo partito fascista, che accusavano i responsabili del porto di lasciare che le varie compagnie portuali spadroneggiassero tra i moli, tenendo sotto il loro controllo tutte le attività lavorative. Il 10 agosto 1922 un gruppo di squadristi fece irruzione a palazzo San Giorgio costringendo i membri dell'assemblea del Consorzio ad abbandonare la loro sede.
Nel 1945 fu chiamato a far parte della Consulta Nazionale. Nella prima legislatura repubblicana entrò a far parte del Senato della Repubblica quale senatore di diritto in base alla III disposizione transitoria della Costituzione. L'8 maggio 1948 quale decano dell'assemblea presiedette la prima riunione del senato repubblicano, che elesse presidente Ivanoe Bonomi. Morì il 12 maggio 1949.
A Nino Ronco, che fu anche consigliere comunale, prima a Sampierdarena e poi, dopo la costituzione della Grande Genova, nel consiglio del capoluogo ligure, sono state intitolate una via a Sampierdarena e l'ultimo molo a ponente del bacino di Sampierdarena, che separa l'area portuale dal corso del torrente Polcevera; inizialmente realizzato come molo terminale dell'opera portuale è stato successivamente ampliato e trasformato in un vero e proprio sporgente destinato al traffico merci.